# Ĵ
Das Ĵ (kleingeschrieben ĵ) ist ein Buchstabe des lateinischen Schriftsystems. Er besteht aus einem J mit übergesetztem Zirkumflex, der bei dem Kleinbuchstaben an die Stelle des oberen Punktes tritt.
Der Buchstabe wird in der Esperanto-Rechtschreibung verwendet, analog zu anderen Buchstaben mit Zirkumflex wie z. B. Ĝ. Dort stellt er den Laut des französischen J wie im Wort „Jackett“ dar, dies entspricht einem stimmhaften postalveolaren Frikativ /⁠ʒ⁠/. Dies unterscheidet das Ĵ vom J, das wie das deutsche J ausgesprochen wird.

## Darstellung auf dem Computer
Unicode kodiert das Ĵ an den Codepunkten U+0134 (Großbuchstabe) und U+0135 (Kleinbuchstabe).